# Karl Wyss
Karl Wyss (* 6. Dezember 1909; † 30. Juli 1947 in der Nähe von Payerne) war ein Schweizer Moderner Fünfkämpfer.
Wyss nahm an den Olympischen Sommerspielen 1936 in Berlin teil, wo er den elften Rang belegte. In der Schweiz errang er mehrfach den Titel eines Armeemeisters im modernen Fünfkampf. 
Am 30. Juli 1947 kam Karl Wyss beim Absturz seines Flugzeugs ums Leben.  